# Big Park
Village of Oak Creek és una població dels Estats Units a l'estat d'Arizona. Segons el cens del 2000 tenia 5.245 habitants.

## Demografia
Segons el cens del 2000, Village of Oak Creek tenia 446,1 habitants, 2.560 habitatges, i 1.602 famílies La densitat de població era de 446,1 habitants/km².
Dels 2.560 habitatges en un 14,2% hi vivien nens de menys de 18 anys, en un 55,3% hi vivien parelles casades, en un 5,4% dones solteres, i en un 37,4% no eren unitats familiars. En el 30,9% dels habitatges hi vivien persones soles el 17,1% de les quals corresponia a persones de 65 anys o més que vivien soles. El nombre mitjà de persones vivint en cada habitatge era de 2,01 i el nombre mitjà de persones que vivien en cada família era de 2,44.
Per edats la població es repartia de la següent manera: un 12,7% tenia menys de 18 anys, un 3,1% entre 18 i 24, un 17,7% entre 25 i 44, un 33% de 45 a 60 i un 33,4% 65 anys o més.
L'edat mediana era de 56 anys. Per cada 100 dones de 18 o més anys hi havia 81,5 homes.
La renda mediana per habitatge era de 38.477 $ i la renda mediana per família de 46.268 $. Els homes tenien una renda mediana de 38.007 $ mentre que les dones 24.826 $. La renda per capita de la població era de 30.026 $. Aproximadament el 5,8% de les famílies i el 8,4% de la població estaven per davall del llindar de pobresa.

## Poblacions més properes
El següent diagrama mostra les poblacions més properes.